# 6533 Giuseppina
6533 Giuseppina è un asteroide della fascia principale. Scoperto nel 1995, presenta un'orbita caratterizzata da un semiasse maggiore pari a 2,6392841 UA e da un'eccentricità di 0,0371634, inclinata di 22,75057° rispetto all'eclittica.
L'asteroide era stato inizialmente battezzato 6533 Guiseppina per poi essere corretto nella denominazione attuale.
L'asteroide è dedicato a Giuseppina Fratarcangeli, madre dello scopritore.